# Francillon
Francillon é uma comuna francesa na região administrativa do Centro, no departamento Indre. Estende-se por uma área de 10,5 km². Em 2010 a comuna tinha 79 habitantes (densidade: 7,5 hab./km²).